# Liste der Nummer-eins-Country-Alben in den USA (1974)
Dies ist eine Liste der Nummer-eins-Alben in den von Billboard ermittelten Verkaufscharts für Country-Alben in den USA im Jahr 1974. In diesem Jahr gab es zwölf Nummer-eins-Alben.

| ← 1973 ← | Liste der Nummer-eins-Country-Alben in den USA | Liste der Nummer-eins-Country-Alben in den USA | Liste der Nummer-eins-Country-Alben in den USA | 1975 →                    |
| \| Zeitraum \| Wo. ges. \| Interpret \| Titel \| Zusätzliche Informationen \| \| (Zeitraum, Wochen auf Platz eins, Interpret, Titel, zusätzliche Informationen) \| \| \| \| \| \| ------------------------------------------------------------------------------ \| -------- \| ----------------------------- \| ----------------------------------------- \| ------------------------- \| \| 29. Dezember 1973 – 15. Februar 1974 7 Wochen (insgesamt 14) \| 14 \| Charlie Rich \| Behind Closed Doors[1] \| - \| \| 16. Februar 1974 – 1. März 1974 2 Wochen (insgesamt 2) \| 2 \| Charley Pride \| Amazing Love[2] \| - \| \| 2. März 1974 – 15. März 1974 2 Wochen (insgesamt 2) \| 2 \| Olivia Newton-John \| Let Me Be There[3] \| - \| \| 16. März 1974 – 29. März 1974 2 Wochen (insgesamt 16) \| 16 \| Charlie Rich \| Behind Closed Doors \| - \| \| 30. März 1974 – 12. April 1974 2 Wochen (insgesamt 2) \| 2 \| Elvis Presley \| Elvis: A Legendary Performer Volume 1[4] \| - \| \| 13. April 1974 – 26. April 1974 2 Wochen (insgesamt 2) \| 2 \| Charlie Rich \| There Won't Be Anymore[5] \| - \| \| 27. April 1974 – 10. Mai 1974 2 Wochen (insgesamt 2) \| 2 \| Charlie Rich \| Very Special Love Songs[6] \| - \| \| 11. Mai 1974 – 31. Mai 1974 3 Wochen (insgesamt 19) \| 19 \| Charlie Rich \| Behind Closed Doors \| - \| \| 1. Juni 1974 – 7. Juni 1974 1 Woche (insgesamt 1) \| 1 \| Conway Twitty \| Honky Tonk Angel[7] \| - \| \| 8. Juni 1974 – 21. Juni 1974 2 Wochen (insgesamt 4) \| 4 \| Charlie Rich \| Very Special Love Songs \| - \| \| 22. Juni 1974 – 5. Juli 1974 2 Wochen (insgesamt 21) \| 21 \| Charlie Rich \| Behind Closed Doors \| - \| \| 6. Juli 1974 – 12. Juli 1974 1 Woche (insgesamt 5) \| 5 \| Charlie Rich \| Very Special Love Songs \| - \| \| 13. Juli 1974 – 16. August 1974 5 Wochen (insgesamt 5) \| 5 \| Olivia Newton-John \| If You Love Me, Let Me Know[8] \| - \| \| 17. August 1974 – 23. August 1974 1 Woche (insgesamt 22) \| 22 \| Charlie Rich \| Behind Closed Doors \| - \| \| 24. August 1974 – 20. September 1974 4 Wochen (insgesamt 4) \| 4 \| John Denver \| Back Home Again[9] \| - \| \| 21. September 1974 – 27. September 1974 1 Woche (insgesamt 1) \| 1 \| Conway Twitty & Loretta Lynn \| Country Partners[10] \| - \| \| 28. September 1974 – 18. Oktober 1974 3 Wochen (insgesamt 8) \| 8 \| Olivia Newton-John \| If You Love Me, Let Me Know \| - \| \| 19. Oktober 1974 – 8. November 1974 3 Wochen (insgesamt 7) \| 7 \| John Denver \| Back Home Again \| - \| \| 9. November 1974 – 15. November 1974 1 Woche (insgesamt 1) \| 1 \| Mickey Gilley \| Room Full of Roses[11] \| - \| \| 16. November 1974 – 29. November 1974 2 Wochen (insgesamt 9) \| 9 \| John Denver \| Back Home Again \| - \| \| 30. November 1974 – 13. Dezember 1974 2 Wochen (insgesamt 2) \| 2 \| Merle Haggard & The Strangers \| Merle Haggard Presents His 30th Album[12] \| - \| \| 14. Dezember 1974 – 27. Dezember 1974 2 Wochen (insgesamt 11) \| 11 \| John Denver \| Back Home Again \| - \| |                                                |                                                |                                                |                           |
| ← 1973 |                                                |                                                |                                                | → 1975 →                  |
| Zeitraum | Wo. ges.                                       | Interpret                                      | Titel                                          | Zusätzliche Informationen |
| (Zeitraum, Wochen auf Platz eins, Interpret, Titel, zusätzliche Informationen) |                                                |                                                |                                                |                           |
| 29. Dezember 1973 – 15. Februar 1974 7 Wochen (insgesamt 14) | 14                                             | Charlie Rich                                   | Behind Closed Doors                            | -                         |
| 16. Februar 1974 – 1. März 1974 2 Wochen (insgesamt 2) | 2                                              | Charley Pride                                  | Amazing Love                                   | -                         |
| 2. März 1974 – 15. März 1974 2 Wochen (insgesamt 2) | 2                                              | Olivia Newton-John                             | Let Me Be There                                | -                         |
| 16. März 1974 – 29. März 1974 2 Wochen (insgesamt 16) | 16                                             | Charlie Rich                                   | Behind Closed Doors                            | -                         |
| 30. März 1974 – 12. April 1974 2 Wochen (insgesamt 2) | 2                                              | Elvis Presley                                  | Elvis: A Legendary Performer Volume 1          | -                         |
| 13. April 1974 – 26. April 1974 2 Wochen (insgesamt 2) | 2                                              | Charlie Rich                                   | There Won't Be Anymore                         | -                         |
| 27. April 1974 – 10. Mai 1974 2 Wochen (insgesamt 2) | 2                                              | Charlie Rich                                   | Very Special Love Songs                        | -                         |
| 11. Mai 1974 – 31. Mai 1974 3 Wochen (insgesamt 19) | 19                                             | Charlie Rich                                   | Behind Closed Doors                            | -                         |
| 1. Juni 1974 – 7. Juni 1974 1 Woche (insgesamt 1) | 1                                              | Conway Twitty                                  | Honky Tonk Angel                               | -                         |
| 8. Juni 1974 – 21. Juni 1974 2 Wochen (insgesamt 4) | 4                                              | Charlie Rich                                   | Very Special Love Songs                        | -                         |
| 22. Juni 1974 – 5. Juli 1974 2 Wochen (insgesamt 21) | 21                                             | Charlie Rich                                   | Behind Closed Doors                            | -                         |
| 6. Juli 1974 – 12. Juli 1974 1 Woche (insgesamt 5) | 5                                              | Charlie Rich                                   | Very Special Love Songs                        | -                         |
| 13. Juli 1974 – 16. August 1974 5 Wochen (insgesamt 5) | 5                                              | Olivia Newton-John                             | If You Love Me, Let Me Know                    | -                         |
| 17. August 1974 – 23. August 1974 1 Woche (insgesamt 22) | 22                                             | Charlie Rich                                   | Behind Closed Doors                            | -                         |
| 24. August 1974 – 20. September 1974 4 Wochen (insgesamt 4) | 4                                              | John Denver                                    | Back Home Again                                | -                         |
| 21. September 1974 – 27. September 1974 1 Woche (insgesamt 1) | 1                                              | Conway Twitty & Loretta Lynn                   | Country Partners                               | -                         |
| 28. September 1974 – 18. Oktober 1974 3 Wochen (insgesamt 8) | 8                                              | Olivia Newton-John                             | If You Love Me, Let Me Know                    | -                         |
| 19. Oktober 1974 – 8. November 1974 3 Wochen (insgesamt 7) | 7                                              | John Denver                                    | Back Home Again                                | -                         |
| 9. November 1974 – 15. November 1974 1 Woche (insgesamt 1) | 1                                              | Mickey Gilley                                  | Room Full of Roses                             | -                         |
| 16. November 1974 – 29. November 1974 2 Wochen (insgesamt 9) | 9                                              | John Denver                                    | Back Home Again                                | -                         |
| 30. November 1974 – 13. Dezember 1974 2 Wochen (insgesamt 2) | 2                                              | Merle Haggard & The Strangers                  | Merle Haggard Presents His 30th Album          | -                         |
| 14. Dezember 1974 – 27. Dezember 1974 2 Wochen (insgesamt 11) | 11                                             | John Denver                                    | Back Home Again                                | -                         |